# أشباه القلبيات
أشباه القلبيات (الاسم العلمي: Carditida)، رتبة من الرخويات ذوات الصدفتين.

## الفصائل والفصائل العليا
وفقًا للسجل العالمي للأنواع البحرية::
- فصيلة عليا: †Archaeocardiidae

- فصيلة عليا: Carditoidea
  - فصيلة: أشباه القلباوات
  - فصيلة: Condylocardiidae (تُصنف سابقًا في فصيلة عليا خاصة بها, Condylocardioidea)[2]
- فصيلة عليا: Crassatelloidea
  - فصيلة: Crassatellidae
  - فصيلة: عشتاريات
- فصيلة عليا: †Eodonidae